# Predel
Predel, (italijansko Predil), je mednarodni mejni cestni prelaz na nadmorski višini 1156 m med Italijo in Slovenijo v Julijskih Alpah; povezuje Kanalsko dolino in Gornje Posočje nad ledeniškim Rabeljskim jezerom (italijansko Lago di Predil) v Julijskih Alpah.

## Zgodovina
Preko prelaza je že v času Rimljanov in v srednjem veku potekala pomembna trgovska pot. Kilometer pred prelazom Predel stoji ob cesti Trdnjava Predel, ki so jo Avstrijci začeli graditi leta 1808, v naslednjem letu pa je odigrala pomembno vlogo pri obrambi prodiranja Napoleonovih čet na ozemlje današnje Slovenije.
Trdnjava je v ruševinah, ob njej pa je spomenik iz obdelanega kamna z litoželeznim likom umirajočega leva. Spomenik je bil postavljen v spomin na tridnevno bitko maja 1809 med Napoleonovimi vojaki in avstrijskimi branilci (Slunjski graničarski polk), ki so se pod vodstvom stotnika Johanna Hermanna von Hermannsdorfa borili do konca. Francozi so trdnjavo osvojili in požgali, redke preživele avstrijske vojake pa zajeli. Vojaki, ki so v boju padli, so pokopani v skupni grobnici ob trdnjavi pod cesto. Leta 1848 so po naročilu cesarja Ferdinanda I. ob cesti postavili spomenik v obliki piramide, tri leta kasneje pa je bila predenj nameščena še plastika leva, ki leži na dinamitu.